# Bahnstrecke Lübeck–Puttgarden
| |                                                                               |                                         |                                         |
| Streckennummer (DB): | 1100 (Lübeck–Puttgarden) 1101 (Lütjenbrode–Heiligenhafen)                     |                                         |                                         |
| Kursbuchstrecke (DB): | 140                                                                           |                                         |                                         |
| Kursbuchstrecke: | 103k (Lübeck Hbf – Heiligenhafen 1934) 118k (Lübeck Hbf – Heiligenhafen 1946) |                                         |                                         |
| Streckenlänge: | 88,6 km                                                                       |                                         |                                         |
| Spurweite: | 1435 mm (Normalspur)                                                          |                                         |                                         |
| Streckenklasse: | D4 C3 (Fehmarnsundbrücke)                                                     |                                         |                                         |
| Stromsystem: | Lübeck–Schwartau Waldhalle: 15 kV 16,7 Hz ~                                   |                                         |                                         |
| Minimaler Radius: | 353 m                                                                         |                                         |                                         |
| Streckengeschwindigkeit: | 160 km/h                                                                      |                                         |                                         |
| Zugbeeinflussung: | PZB                                                                           |                                         |                                         |
| Zweigleisigkeit: | Lübeck Hbf–Bad Schwartau Abzw                                                 |                                         |                                         |
| |                                                                               |                                         |                                         |
| \| \| \| von Hamburg Hbf \| \| \| \| \| von Bad Kleinen \| \| \| \| \| von Bad Segeberg (bis 1966) \| \| \| \| 0,000 \| Lübeck Hbf \| 6 m \| \| \| \| Hafenbahn zum Nordlandkai \| \| \| \| 4,699 \| Schwartau Waldhalle (Abzw) \| 5 m \| \| \| \| nach Lübeck-Travemünde Strand \| \| \| \| 6,002 \| Bad Schwartau (ehem. Bf) \| 8 m \| \| \| 6,443 \| Bad Schwartau Abzw \| 8 m \| \| \| \| nach Eutin \| \| \| \| 10,364 \| Landesstraße 181 (58 m) \| Landesstraße 181 (58 m) \| \| \| 10,588 \| Ratekau \| 35 m \| \| \| 15,766 \| Timmendorfer Strand \| 26 m \| \| \| 18,698 \| Scharbeutz \| 16 m \| \| \| 23,044 \| Haffkrug (ehem. Bf) \| 10 m \| \| \| 25,400 \| Sierksdorf (ehem. Bf) \| 25 m \| \| \| \| von Eutin \| \| \| \| 29,067 \| Neustadt (Holst) Gbf \| 10 m \| \| \| (0,00) \| Neustadt (Holst) (ehem. Bf) \| 4 m \| \| \| \| \| \| \| \| 29,900 \| (Verbindungskurve bis 1960) \| (Verbindungskurve bis 1960) \| \| \| \| \| \| \| \| \| Neustädter Binnenwasser \| \| \| \| (5,31)34,467 \| Hasselburg \| 5 m \| \| \| 38,365 \| Groß Schlamin \| 21 m \| \| \| 41,684 \| Beschendorf \| 22 m \| \| \| 44,963 \| Lensahn \| 12 m \| \| \| 47,096 \| Grüner Hirsch \| 10 m \| \| \| 51,700 \| Oldenburg (Holst) Gbf (Bft) \| Oldenburg (Holst) Gbf (Bft) \| \| \| 52,272 \| Oldenburg (Holst) \| 4 m \| \| \| \| Oldenburg (Holst) Stadt \| \| \| \| 56,603 \| Göhl \| 19 m \| \| \| 61,420 \| Heringsdorf (Holst) \| Heringsdorf (Holst) \| \| \| 64,349(35,24) \| Neukirchen (Holst) \| 15 m \| \| \| \| \| \| \| \| (39,55) \| Lütjenbrode (bis 1984) \| Lütjenbrode (bis 1984) \| \| \| (43,35) \| Heiligenhafen (bis 1984) \| Heiligenhafen (bis 1984) \| \| \| \| nach und von Großenbrode Kai (bis 1963) \| \| \| \| 70,490 \| Großenbrode \| 3 m \| \| \| \| nach Großenbroder Fähre (bis 1963) \| \| \| \| 74,874 \| Fehmarnsundbrücke (969 m) \| 24 m \| \| \| 77,824 \| Strukkamp \| 11 m \| \| \| \| von Orth (Fehmarn) (bis 1995) \| \| \| \| 82,154 \| Burg (Fehmarn) West \| 11 m \| \| \| \| nach Fehmarnsund \| \| \| \| 82,646 \| von Fehmarn-Burg \| von Fehmarn-Burg \| \| \| 88,588 \| Puttgarden \| 3 m \| \| \| \| Fähre nach Rødbyhavn \| \| \| \| \| \| \| \| Quellen: [2][3][4][5][6] \| \| \| \| |                                                                               |                                         |                                         |
| Strecke |                                                                               | von Hamburg Hbf                         | von Hamburg Hbf                         |
| Abzweig geradeaus und von rechts |                                                                               | von Bad Kleinen                         | von Bad Kleinen                         |
| Abzweig geradeaus und ehemals von links |                                                                               | von Bad Segeberg (bis 1966)             | von Bad Segeberg (bis 1966)             |
| Bahnhof | 0,000                                                                         | Lübeck Hbf                              | 6 m                                     |
| Abzweig geradeaus und nach rechts |                                                                               | Hafenbahn zum Nordlandkai               | Hafenbahn zum Nordlandkai               |
| Blockstelle | 4,699                                                                         | Schwartau Waldhalle (Abzw)              | 5 m                                     |
| Abzweig geradeaus und nach rechts |                                                                               | nach Lübeck-Travemünde Strand           | nach Lübeck-Travemünde Strand           |
| Haltepunkt / Haltestelle | 6,002                                                                         | Bad Schwartau (ehem. Bf)                | 8 m                                     |
| Blockstelle | 6,443                                                                         | Bad Schwartau Abzw                      | 8 m                                     |
| Abzweig geradeaus und nach links |                                                                               | nach Eutin                              | nach Eutin                              |
| Brücke | 10,364                                                                        | Landesstraße 181 (58 m)                 | Landesstraße 181 (58 m)                 |
| Dienststation / Betriebs- oder Güterbahnhof | 10,588                                                                        | Ratekau                                 | 35 m                                    |
| Bahnhof | 15,766                                                                        | Timmendorfer Strand                     | 26 m                                    |
| Bahnhof | 18,698                                                                        | Scharbeutz                              | 16 m                                    |
| Haltepunkt / Haltestelle | 23,044                                                                        | Haffkrug (ehem. Bf)                     | 10 m                                    |
| Haltepunkt / Haltestelle | 25,400                                                                        | Sierksdorf (ehem. Bf)                   | 25 m                                    |
| Abzweig geradeaus und ehemals von links |                                                                               | von Eutin                               | von Eutin                               |
| Dienststation / Betriebs- oder Güterbahnhof | 29,067                                                                        | Neustadt (Holst) Gbf                    | 10 m                                    |
| Haltepunkt / Haltestelle Streckenanfang · Strecke | (0,00)                                                                        | Neustadt (Holst) (ehem. Bf)             | 4 m                                     |
| Abzweig ehemals geradeaus und nach links · Abzweig geradeaus und nach rechts |                                                                               |                                         |                                         |
| Strecke nach links (außer Betrieb) · Kreuzung geradeaus oben (Querstrecke außer Betrieb) · Strecke von rechts (außer Betrieb) | 29,900                                                                        | (Verbindungskurve bis 1960)             | (Verbindungskurve bis 1960)             |
| Abzweig geradeaus und ehemals von links · Strecke nach rechts (außer Betrieb) |                                                                               |                                         |                                         |
| |                                                                               | Neustädter Binnenwasser                 |                                         |
| Dienststation / Betriebs- oder Güterbahnhof | (5,31)34,467                                                                  | Hasselburg                              | 5 m                                     |
| Dienststation / Betriebs- oder Güterbahnhof | 38,365                                                                        | Groß Schlamin                           | 21 m                                    |
| Dienststation / Betriebs- oder Güterbahnhof | 41,684                                                                        | Beschendorf                             | 22 m                                    |
| Bahnhof | 44,963                                                                        | Lensahn                                 | 12 m                                    |
| Dienststation / Betriebs- oder Güterbahnhof | 47,096                                                                        | Grüner Hirsch                           | 10 m                                    |
| Dienststation / Betriebs- oder Güterbahnhof | 51,700                                                                        | Oldenburg (Holst) Gbf (Bft)             | Oldenburg (Holst) Gbf (Bft)             |
| Bahnhof | 52,272                                                                        | Oldenburg (Holst)                       | 4 m                                     |
| ehemaliger Haltepunkt / Haltestelle |                                                                               | Oldenburg (Holst) Stadt                 | Oldenburg (Holst) Stadt                 |
| Dienststation / Betriebs- oder Güterbahnhof | 56,603                                                                        | Göhl                                    | 19 m                                    |
| ehemaliger Bahnhof | 61,420                                                                        | Heringsdorf (Holst)                     | Heringsdorf (Holst)                     |
| Dienststation / Betriebs- oder Güterbahnhof | 64,349(35,24)                                                                 | Neukirchen (Holst)                      | 15 m                                    |
| Abzweig geradeaus, ehemals nach links und ehemals von links · Strecke von rechts (außer Betrieb) |                                                                               |                                         |                                         |
| Strecke · Bahnhof (Strecke außer Betrieb) | (39,55)                                                                       | Lütjenbrode (bis 1984)                  | Lütjenbrode (bis 1984)                  |
| Strecke · Kopfbahnhof Streckenende (Strecke außer Betrieb) | (43,35)                                                                       | Heiligenhafen (bis 1984)                | Heiligenhafen (bis 1984)                |
| Abzweig geradeaus, ehemals nach rechts und ehemals von rechts |                                                                               | nach und von Großenbrode Kai (bis 1963) | nach und von Großenbrode Kai (bis 1963) |
| Bahnhof | 70,490                                                                        | Großenbrode                             | 3 m                                     |
| Abzweig geradeaus und ehemals nach rechts |                                                                               | nach Großenbroder Fähre (bis 1963)      | nach Großenbroder Fähre (bis 1963)      |
| Brücke über Wasserlauf | 74,874                                                                        | Fehmarnsundbrücke (969 m)               | 24 m                                    |
| Dienststation / Betriebs- oder Güterbahnhof | 77,824                                                                        | Strukkamp                               | 11 m                                    |
| Abzweig geradeaus und ehemals von links |                                                                               | von Orth (Fehmarn) (bis 1995)           | von Orth (Fehmarn) (bis 1995)           |
| Dienststation / Betriebs- oder Güterbahnhof | 82,154                                                                        | Burg (Fehmarn) West                     | 11 m                                    |
| Abzweig geradeaus und nach rechts |                                                                               | nach Fehmarnsund                        | nach Fehmarnsund                        |
| Abzweig geradeaus und von rechts | 82,646                                                                        | von Fehmarn-Burg                        | von Fehmarn-Burg                        |
| Kopfbahnhof Strecke ab hier außer Betrieb | 88,588                                                                        | Puttgarden                              | 3 m                                     |
| Eisenbahnfähre (Bahntransport eingestellt) |                                                                               | Fähre nach Rødbyhavn                    | Fähre nach Rødbyhavn                    |
| |                                                                               |                                         |                                         |
| Quellen: |                                                                               |                                         |                                         |

Die Bahnstrecke Lübeck–Puttgarden (auch: „Bäderbahn“) ist eine Hauptbahn in Schleswig-Holstein. Sie führt von Lübeck entlang der Lübecker Bucht und über die Halbinsel Wagrien auf die Ostseeinsel Fehmarn. Bis zur Einstellung der Eisenbahnfährverbindung Puttgarden–Rødby 2019 wurde die Strecke als Teil der Vogelfluglinie von internationalen Fernzügen zwischen Hamburg und Kopenhagen befahren.
Im Vorgriff auf die Bauarbeiten für die Hinterlandanbindung der Festen Fehmarnbeltquerung wurde ab 2022 der gesamte Zugbetrieb zwischen Neustadt (Holstein) und Puttgarden auf Busse umgestellt und die Strecke nördlich von Neustadt zum Baugleis.

## Streckenbeschreibung
Von Lübeck aus werden bis Bad Schwartau die Gleise der Bahnstrecke Kiel–Lübeck benutzt. Die eingleisige Strecke folgt dann über Timmendorfer Strand, Scharbeutz, Haffkrug und Sierksdorf der Ostseeküste. Im Güterbahnhof von Neustadt in Holstein zweigt eine Stichstrecke zum Neustädter Personenbahnhof ab. Die Stammstrecke geht weiter durch Ostholstein und erreicht via Lensahn, Oldenburg in Holstein, Großenbrode und nach Überquerung des Fehmarnsunds auf der Fehmarnsundbrücke schließlich den Bahnhof Puttgarden auf Fehmarn.

## Geschichte
Von der Eisenbahnstrecke wurde der nördliche Abschnitt zwischen Neustadt und Oldenburg zuerst gebaut. Das südliche Teilstück zwischen Lübeck und Neustadt wurde knapp 47 Jahre später in Betrieb genommen.

### Entstehen der Strecke Neustadt (Holst) – Oldenburg (Holst)
Die erste Teilstrecke der Bahnstrecke Lübeck–Puttgarden war das 23 Kilometer lange Streckenstück von Neustadt (Holstein) bis Oldenburg (Holstein). Es wurde von der Kreis Oldenburger Eisenbahn gebaut und am 30. September 1881 eröffnet. Erst am 17. Januar 1898 wurde sie weiter in Richtung Lütjenbrode und Heiligenhafen (20 Kilometer) gebaut.
Eine direkte Verbindung von Lübeck nach Neustadt fehlte jahrzehntelang, denn Neustadt war nur mit Umstieg in Eutin (Bahnstrecke Eutin–Neustadt) mit Lübeck verbunden. Erst am 1. Juni 1928 wurde die Direktverbindung Lübeck–Neustadt von der Deutschen Reichsbahn hergestellt.

### Idee einer „Vogelfluglinie“
Bereits in den 1920er Jahren griffen die Deutsche Reichsbahn (DR) und die Danske Statsbaner (DSB) die Idee des Ingenieurs Gustav Kröhnke (1826–1904) auf, eine Eisenbahn-Fährverbindung über den Fehmarnbelt zwischen Puttgarden und Rødby einzurichten. Auch eine Brücke über den Fehmarnsund wurde erstmals 1921 geplant. Auf der deutschen Seite gab es, wie oben erwähnt, zu dieser Zeit bereits die Strecken von Lübeck nach Hamburg der Lübeck-Büchener Eisenbahn (LBE) und von Neustadt in Holstein nach Heiligenhafen der Kreis Oldenburger Eisenbahn (KOE), der auch eine Kleinbahn mit Fähre nach Fehmarn gehörte.
Die ersten baureifen Pläne für die Vogelfluglinie entstanden 1940 durch Heinrich Bartmann. Ein formales Regierungsabkommen zwischen dem Deutschen Reich und dem besetzten Königreich Dänemark wurde am 8. April 1941 unterzeichnet. Nachdem die LBE bereits am 1. Januar 1938 von der DR übernommen worden war, wurden mit der Eutin-Lübecker Eisenbahn (ELE) am 1. Januar 1941 und der KOE am 1. August auch die übrigen Eisenbahngesellschaften auf der deutschen Seite verstaatlicht. Im September desselben Jahres begannen sowohl in Deutschland als auch in Dänemark die Bauarbeiten. Sie wurden 1943 bedingt durch den Zweiten Weltkrieg unterbrochen.

### Ab 1951: Großenbrode Kai
Die Bauarbeiten wurden 1949 wiederaufgenommen. Dabei wurde die Strecke der ehemaligen KOE modernisiert, eine Umgehungskurve um Lütjenbrode gebaut und die Verbindungsstrecke zur Umgehung von Neustadt fertiggestellt. Auf dem Gelände des früheren Seefliegerhorstes Großenbrode entstand der Bahnhof Großenbrode Kai. Am 15. Juli 1951 eröffneten die Deutsche Bundesbahn und die DSB von hier die Eisenbahnfähre Großenbrode–Gedser nach Gedser auf der dänischen Insel Falster.

### Ab 1963: Puttgarden–Rødby
Mit dem Bau der Verbindung von Großenbrode nach Puttgarden im Norden Fehmarns begann man erst 1958. Am 14. Mai 1963 ging in Anwesenheit des Bundespräsidenten Heinrich Lübke und des dänischen Königs Frederik IX.  mit der Fehmarnsundbrücke und der Fährverbindung über den Fehmarnbelt die Vogelfluglinie in ihrer heutigen Form in Betrieb. Anlässlich der Eröffnung gab die Deutsche Bundespost eine Sonderbriefmarke heraus.  Die parallel verkehrende Eisenbahnfähre von Großenbrode über den Fehmarnsund bis zum gleichnamigen Ort auf der Insel Fehmarn wurde aufgegeben.
Über die Vogelfluglinie verkehrten seitdem viele bedeutende Fernverkehrszüge wie beispielsweise der Nord-Express und der Italia-Express Rom–Kopenhagen. Hinzu kam ein reger Güterzugverkehr. So wurden beispielsweise 1994 laut Deutsche Bahn AG 190.757 Güterwagen trajektiert. Die Schnellzüge, der TEE Merkur und die TEEM-Güterzüge Richtung Puttgarden wurden von Diesellokomotiven der Baureihe 221, später mit der Baureihe 218 in Doppeltraktion und den Großdiesellokomotiven der Baureihe 232 bespannt.
Im Regional- und Nahverkehr setzte die Deutsche Bundesbahn zwischen Lübeck und Puttgarden mit der Baureihe 212 bespannte Wendezüge mit n-Wagen („Silberling“) ein, die teilweise sogar die Stichstrecken nach Heiligenhafen und Burg auf Fehmarn befuhren.
Ferner wurde von 1963 bis 1983 in den Sommermonaten vor allem von Ostseeurlaubern der Fehmarn-Express genutzt. Das Zugpaar verkehrte von Köln via Ruhrgebiet, Ostwestfalen, Hannover, Lüneburg, Büchen, Lübeck und einigen Urlaubsorten an der Lübecker Bucht nach Puttgarden beziehungsweise Burg auf Fehmarn. Zu zahlreichen nicht an der Strecke liegenden Seebädern, zum Beispiel nach Dahme und Grömitz, gibt es nach wie vor Busanschlüsse.
Wegen des starken Verkehrs auf der eingleisigen Strecke wurde die Strecke 1971, zunächst zu Versuchszwecken, mit Zugbahnfunk ausgerüstet. Bereits in den 1970er Jahren wurde die Bedienung der meisten Unterwegshalte zwischen Neustadt und Puttgarden aufgegeben und der Nahverkehr mit Bussen durchgeführt. Auf der Stichstrecke vom Gleisdreieck Lütjenbrode Ost nach Heiligenhafen wurde der Personenverkehr am 30. Mai 1976 und der Güterverkehr am 31. Oktober 1984 eingestellt. Die Strecke ist inzwischen stillgelegt und wurde demontiert. Teilweise befindet sich hier ein Bahnradweg.

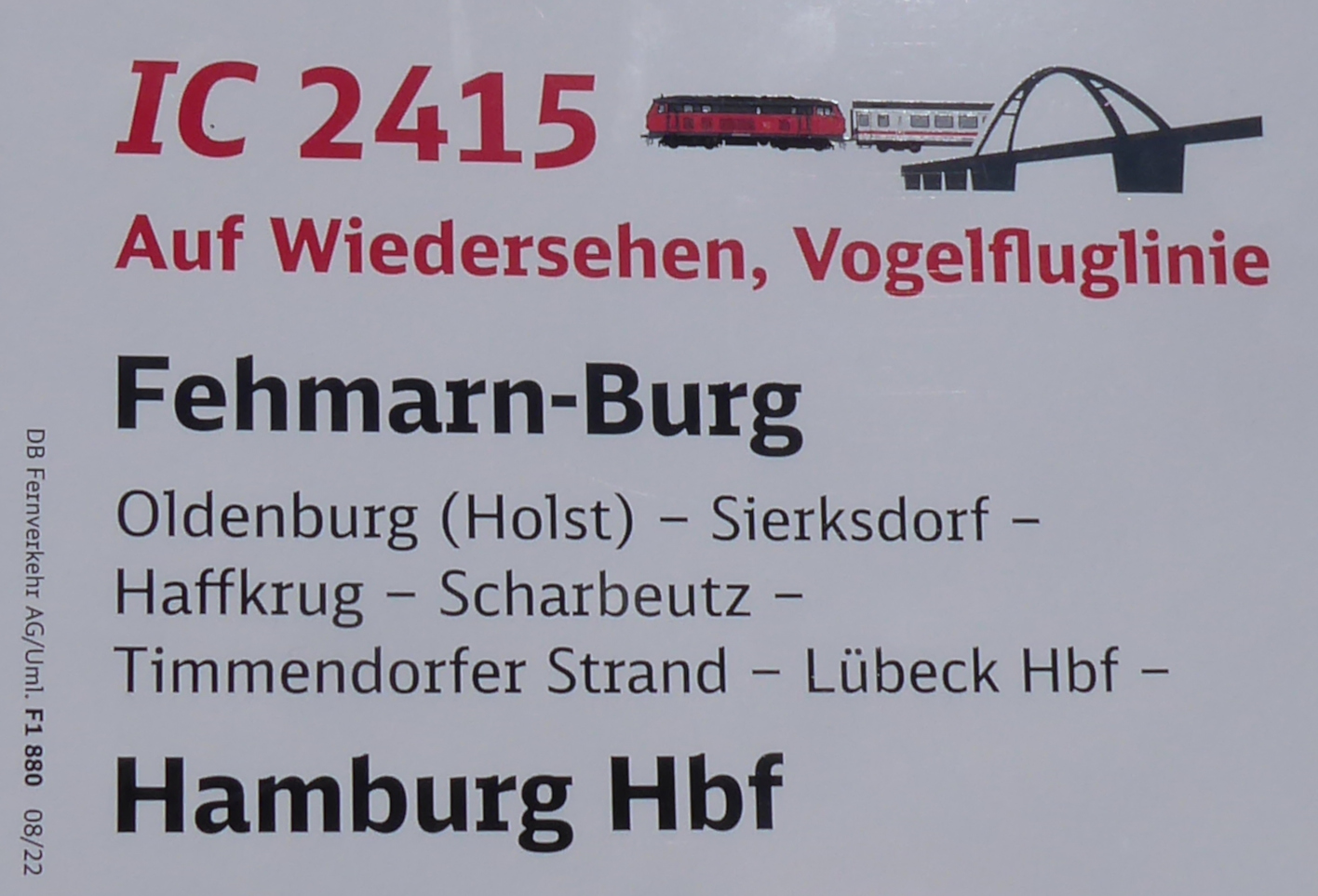
Zuglaufschild des letzten IC auf der Vogelfluglinie am 30. Aug. 2022.

Nach der Inbetriebnahme der festen Eisenbahnverbindung über den Großen Belt zwischen den dänischen Inseln Fünen und Seeland im Jahr 1997 wurde die Trajektierung von Güterzügen über den Fehmarnbelt – und damit der Güterzugverkehr auf der Vogelfluglinie – eingestellt. Der internationale Güterzugverkehr zwischen den Großräumen Hamburg und Kopenhagen wird seitdem über Flensburg und Fredericia geführt. Dies bedeutet einen Umweg von 160 Kilometern. Wegen der verminderten Anzahl von Zügen wurden die Bahnhöfe Sierksdorf Bbf, Hasselburg und Beschendorf als Kreuzungsbahnhöfe aufgelassen.
Eine Reaktivierung eines Teils der Inselbahn Fehmarn wurde beschlossen, um Burg, den größten Ort auf Fehmarn, wieder zentrumsnah mit Personenzügen anfahren zu können. Der ÖPNV-Aufgabenträger Landesweite Verkehrsservicegesellschaft Schleswig-Holstein (LVS, seit 2014: Nah.SH) legte mehrere Gutachten vor, die die Einrichtung eines Haltepunktes in unmittelbarer Ortsnähe als verkehrlich sinnvollste Lösung darstellten. Hiergegen regte sich vor Ort vereinzelter Protest. Die Bauarbeiten sollten bis Ostern 2010 abgeschlossen sein, eröffnet wurde der neue Bahnhof schließlich zum Fahrplanwechsel Ende Juli 2010.
Die Regionalbahn-Züge von Lübeck zweigten seitdem in Burg (Fehmarn) West von der Hauptstrecke ab und fuhren zum neuen Bahnhof Fehmarn-Burg am Ortsrand. Einige der Züge wendeten unmittelbar und setzen ihre Fahrt fort, um zum Bahnhof Puttgarden zu gelangen, andere fuhren direkt von Burg zurück nach Lübeck.
Ab dem 31. August 2022 wurde der planmäßige Zugbetrieb zwischen Neustadt (Holstein) und Puttgarden beendet und der Personenverkehr auf Busse umgestellt. Die Strecke nördlich von Neustadt dient nun als Baugleis der Baustelle für den Fehmarnbelt-Tunnel.

## Lokomotiven und Triebwagen

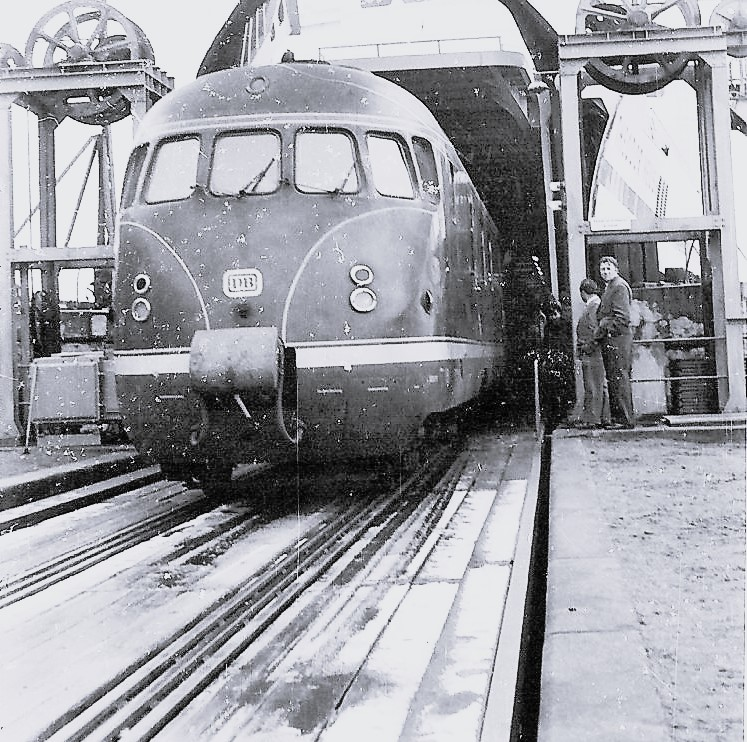
VT 12 als Kopenhagen-Express verlässt das Fährschiff Theodor Heuss in Großenbrode Kai (1959)
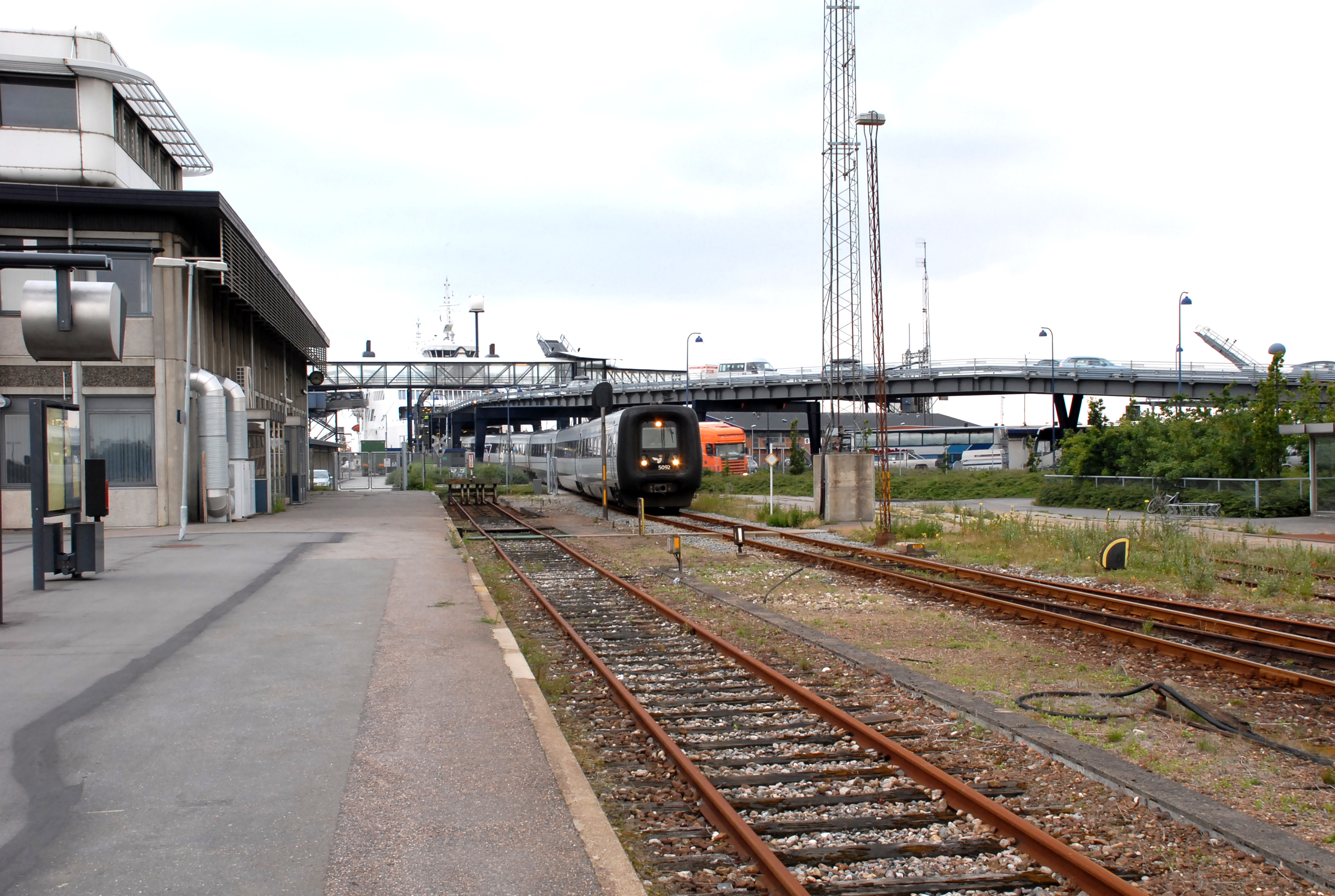
IC3 (DSB, Hamburg–Kopenhagen) bei der Ausfahrt vom Fährschiff in Rødbyhavn (2007)
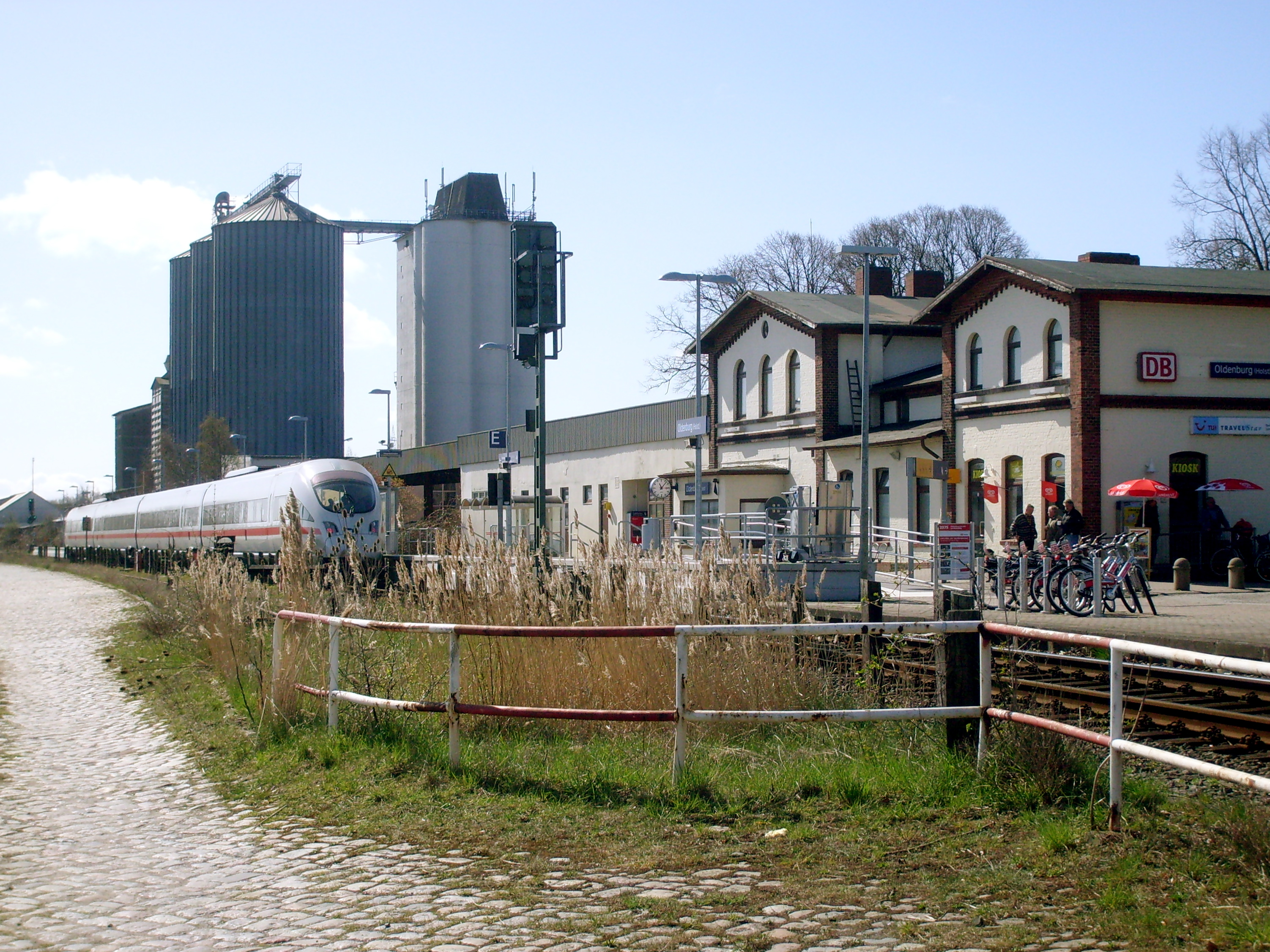
ICE 38 (DB, Kopenhagen–Hamburg) in Oldenburg i. H. (2010)
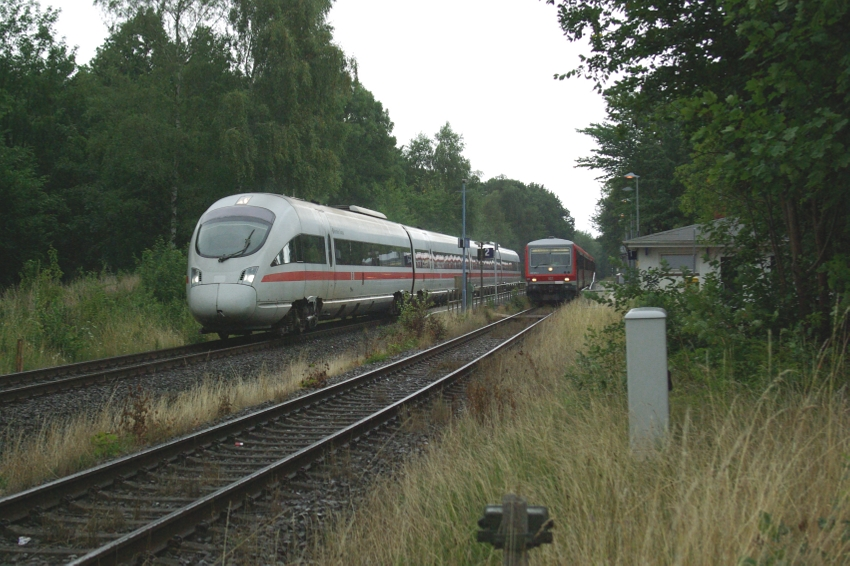
ICE Kopenhagen–Hamburg überholt RB Neustadt–Lübeck im Bahnhof Haffkrug

Die bekanntesten Lokomotiven der Vogelfluglinie waren die Diesellokomotiven der Baureihe V 200.1, die 1963 fabrikneu vom Bahnbetriebswerk Lübeck aus den Betrieb übernahmen. Sie galten neben den Fährschiffen und der Fehmarnsundbrücke jahrelang als Symbol modernen und schnellen Reisens und wurden so in der Werbung der Deutschen Bundesbahn und der Region dargestellt. Schon zuvor waren schnelle Triebzüge der Baureihe VT 12 als Kopenhagen-Expreß zwischen Hamburg und Kopenhagen über Großenbrode eingesetzt worden.
Ab 1978 wurde die Beförderung der Züge schrittweise durch in Doppeltraktion eingesetzte Lokomotiven der Baureihe 218 übernommen.
Die Deutsche Bahn AG setzte nach der deutschen Einheit 1991 auch Dieselloks der Baureihen 232 bzw. 234 auf der Vogelfluglinie ein.
Dampflokomotiven verkehrten in den 1950er-Jahren nach Großenbrode Kai. Sie fuhren nach Fertigstellung der Fehmarnsundbrücke im Plandienst Puttgarden mangels Drehscheibe oder anderer Wendemöglichkeiten im Bahnbetriebswerk Puttgarden nicht an. Gelegentlich verkehrten Dampfsonderzüge nach Puttgarden (siehe unten).
1993 übernahmen dänische MF-Garnituren etwa zur Hälfte den Fernverkehr der Vogelfluglinie. Von 2007 bis 2015 verkehrten die meisten Züge mit der deutschen Baureihe 605. Von 2016 bis 2019 fuhren im Fernverkehr nur noch dänische MF-Garnituren. Regionalzüge von Puttgarden nach Lübeck verkehrten mit der Baureihe 648; nur an Wochenenden im Sommerhalbjahr fuhren zwei Zugpaare Puttgarden–Hamburg und zurück. Diese bestanden aus Doppelstockwagen, gezogen von der Baureihe 218.
Zeitweise pendelte über das Himmelfahrtswochenende eine Museumsdampflok mit historischen Wagen zwischen Oldenburg und Puttgarden.

## Betriebsstellen

### Bad Schwartau (Bf)
Der Bahnhof Bad Schwartau war mit zwei durchgehenden Hauptgleisen und zwei Überholungsgleisen sowie vier Anschlussgleisen ausgestattet. Gesteuert wurde die Betriebsstelle von zwei mechanischen Stellwerken der Einheitsbauform von 1941 bis 2003. Danach wurde der Bahnhof auf die restlichen zwei Hauptgleise verkleinert und wird seitdem vom ESTW Lübeck als Abzweigstelle mit Haltepunkt ferngesteuert. In Bad Schwartau zweigt die eingleisige Bahnstrecke Kiel–Lübeck ab. Nördlich von Bad Schwartau ist die Vogelfluglinie ebenfalls eingleisig.

### Ratekau (Bf)
Ratekau dient seit 1968 nur noch betrieblichen Zwecken, dem Überholen und dem Kreuzen von Zügen. Die Betriebsstelle ist zweigleisig ausgeführt und wird seit 1966 von einem DrS2-Stellwerk gesteuert und wurde im selben Jahr auf das Streckenstellwerk Puttgarden Pzf als Fernsteuerung aufgeschaltet. Der Bahnhof Ratekau trägt als Bahnhofsziffer die 00.

### Timmendorfer Strand (Bf)
Mit zwei Einfahrsignalen und sechs Ausfahrsignalen, einem durchgehenden Hauptgleis und zwei Hauptgleisen sowie einem Anschlussgleis erschien der Bahnhof Timmendorfer Strand in der Vergangenheit. Der Bahnhof diente seit jeher vor allem dem Tourismus, aber auch den Berufspendlern. An den Gleisen 1 und 2 sind Bahnsteige vorhanden; der Bahnsteig am Gleis 2 ist über einen Reisendenübergang erreichbar. Am Gleis 3 befand sich der Anschluss zum Ort, welcher aber schon früh nicht mehr verwendet wurde. Timmendorfer Strand wird seit 1955 von einem DrS2-Stellwerk gesteuert. Seit 1966 bestand die Möglichkeit, die Betriebsstelle vom Stellwerk Pzf in Puttgarden aus fernzusteuern. Wegen eines Bahnübergangs am Nordende wird davon jedoch abgesehen, da dieser vor Ort mittels Kameras abgesichert wird. In der Fernsteuerung wird dort der Bahnhof mit der Ziffer 01 geführt. Das Gleis 3 ist stillgelegt, allerdings noch erhalten.

### Scharbeutz (Bf)
Ursprünglich mit zwei höhengleichen Bahnsteigen an zwei Gleisen versehen, besitzt der Bahnhof Scharbeutz zwei Außenbahnsteige. Der Bahnhof besaß nie Anschlussgleise und diente nur der Überholung und dem Ausweichen sowie den Personenhalten. Scharbeutz hat die Bahnhofsziffer 02.

### Haffkrug (Bf)
Der seit 1961 von einem DrS2-Stellwerk gesteuerte Bahnhof Haffkrug mit der Bahnhofsziffer 03 besitzt zwei Gleise mit höhengleichen Bahnsteigen. Dabei ist das Gleis 2 das durchgehende Hauptgleis.

### Sierksdorf (Bf)
Sierksdorf wies zwischen 1963 und 2024 ein durchgehendes Hauptgleis 2 und ein Hauptgleis 1 auf. Der noch heute verwendete Bahnsteig – welcher schon bis 1963 für den gleichnamigen Haltepunkt verwendet wurde – lag dabei immer an der Südseite im eingleisigen Bereich. Reste eines zweiten Bahnsteigs befinden sich etwas nördlich am ehemaligen Gleis 1, das vor allem von Sonderzügen mit Besuchern des Hansaparks genutzt wurde. Sierksdorf ist seit 2024 baulich wieder ein einfacher Haltepunkt. Zwischen 1963 und 2024 war ein DrS2 in Betrieb, und der Bahnhof hielt die Bahnhofsziffer 04.

### Neustadt (Holst) Gbf/Pbf (Bf/Bft)
Das Jüdelstellwerk Neustadt (Holst) Gbf ging zusammen mit einem Einheitsstellwerk 1928 in Betrieb. Ausgestattet mit Formsignalen sind sie bis heute in Betrieb und stellen damit die Betriebsstelle auf der Vogelfluglinie mit den ältesten Stellwerken dar. Der Güterbahnhof verfügte über ein durchgehendes Hauptgleis, zwei Nebengleise und zwei Anschlussgleise, wovon Letztere heute nicht mehr verwendet werden, aber noch am Schienennetz angeschlossen sind. Am Güterbahnhof existierte zudem bis in die 1960er-Jahre ein Ringlokschuppen. Der Personenbahnhofsteil wies zwei Hauptgleise und ein Nebengleis sowie einen Anschluss zum örtlichen Hafen auf. Von den Gleisen ist nur noch das Bahnsteigsgleis 2 (heute: Gleis 1) vorhanden, Gleis 1 und das Nebengleis sind abgebaut. Während heute der Personenbahnhof im Stichstreckenblock angefahren wird, war dieser damals als eigener Bahnhof mit dem Stellwerk „Nk“ ausgeführt. Neustadt ist die einzige Betriebsstelle zwischen Ratekau und Burg (Fehmarn), welche nicht aus Puttgarden ferngesteuert werden kann. Ursprünglich war geplant, den Bahnhof ebenso mit einem Gleisbildstellwerk auszustatten, jedoch wurde nur die Südschleuse als DrS2 umgesetzt, welches im Jahr 1968 wieder außer Betrieb genommen wurde.

### Hasselburg (Bf)
Der Bahnhof Hasselburg existierte seit 1961 mit einem durchgehenden Hauptgleis sowie einem Überholgleis. Davor war die Betriebsstelle ein Haltepunkt und zwischen 1952 und 1961 eine Blockstelle. Am durchgehenden Gleis 2 war ein Bahnsteig für den Personenverkehr vorhanden. Das Stellwerk der Bauform DrS2 war seit Beginn der Betriebsstelle in Betrieb. Der Bahnhof wurde seit etwa 1975 nicht mehr im Personenverkehr genutzt. Die Betriebsstelle wurde für Zugkreuzungen der RB85 genutzt. Die Bahnhofsziffer für die Betriebsstelle ist die 06.

### Groß Schlamin (Bf)
Als einer der größeren Bahnhöfe galt Groß Schlamin. Mit einem durchgehenden Hauptgleis sowie zwei Überholgleisen war der Bahnhof mit der Ziffer 07 für das gleichzeitige Überholen und Kreuzen bestimmt. Die Ausweichgleise 1 und 3 sind stillgelegt, wobei Gleis 1 vollständig abgebaut wurde, Gleis 3 aber bis auf den Bahnübergang bei km 38,200 vollständig erhalten ist. Somit konnte der Bahnhof nicht mehr für Überholungen und Zugkreuzungen verwendet werden. Die Weichen zu Gleis 3 sind an das Schienennetz der DB angebunden.

### Beschendorf (Bf)
Beschendorf war ein zweigleisiger Bahnhof mit einem Überholgleis und zwei Weichen. Der Bahnhof dient nur betrieblichen Zwecken. Der Bahnhof trägt die Ziffer 08.

### Lensahn (Bf)
Der aus zwei Hauptgleisen bestehende Bahnhof mit der Bahnhofsziffer 09 war ein mit höhengleichen Bahnsteigen zugänglicher Personenbahnhof. Die Betriebsstelle hatte verschiedene Anschlussgleise, nördlich von Gleis 1 (Überholgleis) und östlich von Gleis 2 (durchgehendes Hauptgleis). Im Bahnhofsbereich waren ursprünglich zwei Bahnübergänge vorhanden, wovon nur noch der BÜ am km 44,768 existiert. Das Gleis 1 ist nur noch von nördlicher Seite an das Schienennetz angebunden, ebenso die Anschlussgleise. Planmäßig wurde zuletzt nur noch Gleis 2 im Bahnhof verwendet. Das Ausfahrsignal auf Gleis 1 in Richtung Neustadt (Holst) wurde von der Stellwerkstechnik abgeklemmt.

### Grüner Hirsch (Bf)
Der Bahnhof Grüner Hirsch mit der Bahnhofsnummer 10, welche im Jahr 1959 in Betrieb ging, unterschied sich kaum von Beschendorf. Das durchgehende Hauptgleis ist das Gleis 2. Die Betriebsstelle dient nur betrieblichen Zwecken und ist vollständig erhalten.

### Oldenburg (Holst) (Bf)
Als ICE-Bahnhof mit dem kürzesten Bahnsteig wurde Oldenburg (Holst) betrieben. Der Bahnhof 11 bestand aus zwei Bahnsteiggleisen mit höhengleichen Bahnsteigsübergängen mit der Bezeichnung Gleis 1 und 2. Weiter südlich liegt das Überholgleis 7 und das durchgehende Hauptgleis 6, welches in das Gleis 2 nördlich übergeht. Zusätzlich existierten zahlreiche Anschlussgleise, welche zum größten Teil von Gleis 7 erreichbar waren. Südlich von Gleis 1 war auch ein Anschlussgleis vorhanden. Zuletzt wurden nur noch die Gleise 2, 6 und 7 sowie das Anschlussgleis 4 für den Betrieb verwendet. Die restlichen Anschlussgleise sind zugewachsen. Das ehemalige Bahnsteiggleis 1 ist teilweise noch vorhanden, allerdings von Fehmarn aus nicht mehr an das Streckennetz angebunden.

### Göhl (Bf)
Göhl war mit zwei Hauptgleisen ein Betriebsbahnhof. Das Gleis 2 war das durchgehende Hauptgleis, Gleis 1 diente zu Überholungen und zum Kreuzen. Der Bahnhof trägt die Ziffer 12.

### Heringsdorf(Holst) (Bf)
Der Bahnhof Heringsdorf (Holst) bestand aus zwei Hauptgleisen und zwei Anschlussgleisen. Er wurde im Jahr 2010 aufgelassen, das ehemalige Gleis 2 diente der freien Strecke zwischen Göhl und Neukirchen (Holst). Der Bahnhof hatte die Ziffer 13 inne. Das Gleis 1 wurde fast vollständig abgebaut, war aber an der Stelle mit der Schlüsselweiche zum Anschlussgleis noch erhalten. Die Signale wurden abgebaut.

### Neukirchen (Holst) (Bf)
Mit zwei Hauptgleisen und einem Anschlussgleis wurde der Bahnhof Neukirchen (Holst) eröffnet. Das Anschlussgleis wurde schon früh aus dem Streckennetz der ehemaligen Bundesbahn ausgebaut. Zuletzt war nur eine Flankenschutzweiche an der Nordseite auf dem Überholgleis vorhanden, jedoch nicht an der Südseite. Das Gleis 1 war zuletzt nur noch von der Nordseite zu erreichen, allerdings stillgelegt. Das durchgehende Hauptgleis 2 war erhalten. Der Bahnhof trug die Bahnhofsziffer 14.

### Lütjenbrode (Bf)
Ursprünglich als Bahnhof ausgeführt und als Verlängerung zum ehemaligen End-Bahnhof Heiligenhafen der Neben-/Kleinbahn Bad Schwartau – Heiligenhafen diente die Betriebsstelle Lütjenbrode an der Bahnstrecke Lübeck–Puttgarden. Mit dem Ausbau der Vogelfluglinie in den 1950er und 1960er Jahren wurde eine Verbindungskurve errichtet, um vom Bahnhof Neukirchen (Holst) direkt nach Großenbrode zu kommen, ohne zu wenden. Der Bahnhof wurde allerdings nach 33 Jahren Betriebszeit 1984 aufgelassen. Personenverkehr fand nur bis 1976 statt. Danach wurde die Betriebsstelle aus Großenbrode kommend nur noch vom Güterverkehr angefahren. Lütjenbrode war ebenso in die Fernsteuerung aus Puttgarden eingebunden und trug die Ziffer 15. Die groben Gleisverläufe sind noch zu erkennen, die Gleise sind – abgesehen von der Verbindungskurve zwischen Neukirchen (Holst) und Großenbrode – abgebaut und die Trasse nach Heiligenhafen wurde in einen Fahrradweg umgewandelt.

### Großenbrode (Bf)
Das einzige Stellwerk der Bauform SpDrS59, welches aus Puttgarden ferngesteuert wurde, befand sich in Großenbrode. Aufgrund des hohen Rangierverkehrs und dem damit verbundenen Einbau von notwendigen Rangierstraßen wurde diese Bauform gewählt. Großenbrode mit der Bahnhofsziffer 16 hatte ursprünglich fünf Hauptgleise. Die Bahnsteiggleise 1 und 2 waren höhengleich zu erreichen und verliefen parallel zum sehr kurzen Gleis 5, welches sich im Bereich des Gleis 1 trennte und im praktischen Betrieb aufgrund der Länge nur von Schienenbussen nutzbar waren. Damit hatte Gleis 1 zwei Mittelweichen. In Großenbrode zweigte die Verbindung nach Großenbrode Kai ab, welche auch über Zugfahrten nur aus Richtung Lübeck zu erreichen war. Über Rangierfahrten war eine Bedienung dieser Betriebsstelle aus Richtung Puttgarden möglich. Im durchgehenden Hauptgleis 2 war eine Mittelweiche für den örtlichen Anschluss vorhanden. Die heute als Gleis 7 (Fortsetzung aus Gleis 1 in nördlicher Richtung) und Gleis 8 (Fortsetzung aus Gleis 2 in nördlicher Richtung) bezeichneten Gleise hießen ursprünglich Gleis 11 und 12. Zwischen den Übergängen aus Gleis 11/7 auf Gleis 1 und Gleis 12/8 auf Gleis 2 befand sich ein Weichenpaar, das einen flexiblen Gleiswechsel ermöglichte, sowie ein Bahnübergang. Die Ausfahrsignale N11 (N7) und N12 (N8) sowie das Zwischensignal S11 (S7) konnten – im Gegensatz zu den restlichen Ausfahr- und Zwischensignalen – kein Sh 1 zeigen. Später waren Gleis 5 sowie die Verbindung nach Großenbrode Kai vollständig abgebaut, Gleisverläufe sind nur noch sehr schlecht zu erkennen, da inzwischen verschiedene Immobilien auf der ehemaligen Trasse stehen. Der Bahnsteig an Gleis 2 wurde nicht mehr verwendet und ist zugewachsen. Auf Gleis 7 und 8 wurden in Richtung Lübeck jeweils ein Vorsignalwiederholer als Kompaktsignalschirm nachgerüstet.

### Fehmarnsundbrücke (Bk)
Auf der Fehmarnsundbrücke befanden sich zwei Selbstblocksignale (Sbk), welche in Grundstellung Hp 1 zeigen.

### Strukkamp (Bf)
Strukkamp war ein reiner Kreuzungsbahnhof, zwei Weichen, zwei Gleise, vier Ausfahrsignale und zwei Einfahrsignale hingen am DrS2-Stellwerk mit der Ziffer 17. Bevor die Fernsteuerung in Puttgarden in Betrieb ging, war geplant, diese Betriebsstelle aus Burg (Fehmarn) West fernzusteuern. Strukkamp ist wie nach der Inbetriebnahme erhalten.

### Burg(Fehmarn)West (Bf) und Burg(Fehmarn) (Bft)
Etwa einen Kilometer vom Personenbahnhof Burg entfernt entstand der Bahnhof Burg (Fehmarn) West mit der Ziffer 18. Bis zur Errichtung der Neubaustrecke in den 1960er Jahren spielte Burg eine wesentliche Rolle für die Trasse nach Orth. Lange Zeit war diese an das Netz der Deutschen Bundesbahn angebunden und wurde von Güterzügen befahren. Fahrten Richtung Orth erfolgten als Rangierfahrt, aus Richtung Orth war die Trasse gegen die neue Bahnstrecke nach Puttgarden mittels Gleissperre und Lichtsperrsignal gesichert. Der Bahnübergang auf der B 207 wies eine Blinklichtanlage mit Halbschranken auf. Mit ehemals sieben Weichen, einer Gleissperre, neun Hauptsignale, zwei Lichtsperrsignale und 18 Zugstraßen war das DrS2 ausgestattet. Das Gleis 2 war das durchgehende Hauptgleis, Gleis 1 diente dem Kreuzen und Überholen zwischen Strukkamp und Puttgarden ohne Halt in Burg (Fehmarn). Die Gleise 3 und 4 stellten die Verbindung zum Personenteil dar. Zusätzlich war auch ein kleines Abstellgleis in südlicher Richtung in der Fortsetzung von Gleis 1 vorhanden. Der Bahnhofsteil Burg (Fehmarn) besaß neben einem Bahnsteig auf dem Hauptgleis 5 auch ein Zugdeckungssignal für Zugkreuzungen sowie einen Handweichenbereich, der durch Schlüsselsperren abgesichert wurde.
Nach einer früheren Stilllegung des Bahnhofsteils Burg (Fehmarn) wurde der Personenzughalt 2010 reaktiviert. Bahnintern wurde das Personenzuggleis als Gleis 5 bezeichnet. Die Trasse nach Orth ist seit längerem stillgelegt und auch das Abstellgleis südlich von Gleis 1 wurde abgebaut, genauso wie die Verbindung nach Burgstaaken und die zahlreichen Handweichen. Damit hat das DrS2 noch fünf Weichen, neun Hauptsignale und 16 Zugstraßen unter Kontrolle.

### Puttgarden (Bf)
Der Bahnhof Puttgarden war der größte Bahnhof entlang der Strecke Lübeck – Puttgarden, welche dort endete. Mit ursprünglich 130 Weichen (davon 96 elektrische Weichen), acht Gleissperren, 76 Lichtsperrsignale, fünf Haupt- und zehn Hauptsperrsignalen und 129 Gleisstromkreisen, 47 Zugstraßen und etwa 300 Rangierstraßen wurde der Zugverkehr in einem Stellwerk der Bauform SpDrS59 geregelt. Der Bahnhof ließ sich in fünf verschiedene Bereiche teilen:
1. Abstellung und Bahnbetriebswerk
2. Güterbahnhof
3. Fährbett 1 – Gleise 1–5 sowie 29 und 30
4. Fährbett 2 – Gleise 6–16
5. Fährbett 3 – Gleise 17–21

#### Abstellung und BW
Das Bahnbetriebswerk war aufgrund des anstehenden Endes der Dampflok-Ära nicht mit einer Drehscheibe ausgerüstet worden. Falls ein Drehen von Triebfahrzeugen notwendig war, wurden Dreiecksfahrten zwischen den benachbarten Bahnhöfen Burg West und Burg durchgeführt. Für Dieseltriebfahrzeuge war eine Tankstelle vorhanden. Mit 15 Gleisen war ein Abstellen von mehreren Fernzug-Wagenparks problemlos möglich. Angebunden war die Abstellung über elektrische Weichen aus der Nordseite sowie über das Stumpfgleis 69 auf der Südseite mit Handweichen. Heute ist nur noch das Gleis 64 in der Abstellung und  nur noch von der Nordseite befahrbar.

#### Güterbahnhof
Der Güterbahnhof besteht aus sieben Gleisen, wovon die drei Stumpfgleise 75, 76 und 77 zum Bilden von Güterzügen bestimmt waren. Das Gleis 74 war einerseits für die Bedienung der örtlichen Anschlüsse geeignet, wie auch für das Bilden von Zugfahrten in Richtung Lübeck. Die Gleise 72, 73 und 78 waren für ankommende Güterzüge aus Richtung Lübeck/Oldenburg nutzbar. Aus allen Gleisen kann als Zugfahrt in Richtung Lübeck gefahren werden, in die umgekehrte Richtung allerdings nur in die Gleise 72, 73 und 78. An der Nordseite sind an den Gleisenden entweder Prellböcke oder hochstehende Sperrsignale angebracht. Auf der Südseite befinden sich an sämtlichen Gleisen der Güterbahnhofs Hauptsperrsignale.
Das Gleis 70 wird – wie das parallel verlaufende Gleis 50 – für Zugfahrten in und aus Richtung Personenbahnhof genutzt.

#### Fährbett 1 – Gleise 1–5, sowie 29 und 30
Das Fährbett 1 war von den drei Bahnsteiggleisen 2, 3 und 5 anfahrbar. An den Gleisen 1, 2, 3 und 5 konnten Zugfahrten aus Richtung Lübeck enden, in Gegenrichtung allerdings nur an den Gleisen mit Bahnsteig. Die Gleise 4, 29 und 30 dienten zum Abstellen von Zügen, die z. B. in die Fähre verladen werden mussten. Das Fährbett 1 wurde bis zum Schluss der Fährbetriebs mit der Eisenbahn verwendet und war bei Bedarf nutzbar. Zuletzt waren nur noch die Gleise 2 und 3 in Betrieb.

#### Fährbett 2 – Gleise 6–16
Das Fährbett 2 war von den drei Bahnsteigsgleisen 6, 8 und 9 anfahrbar. An den Gleisen 6, 8, 9, 11 und 12 konnten Zugfahrten aus Richtung Lübeck enden, in Gegenrichtung allerdings nur an den Gleisen mit Bahnsteig, wobei die Gleise 11 und 12 die Fortsetzung der Gleise 72 und 73 aus dem Güterbahnhof darstellen. Das Gleis 13 war für die Verzollung von Waren vorgesehen, die Gleise 14–16 zum längerfristigen Abstellen von Güterwagen. Das Fährbett 2 wurde seit 1997 nicht mehr für den Eisenbahnverkehr verwendet, war aber noch angebunden. Sämtliche Gleise waren zwar stellwerkstechnisch noch zu erreichen, waren aber aufgrund der Ausbreitung der Natur gesperrt.

#### Fährbett 3 – Gleise 17–21
Das Fährbett 3 wurde am seltensten von den Eisenbahn-Fähren bedient, da von diesem Fährbett keine Personenzuggleise direkt erreichbar waren. Die Gleise 17 und 18 dienten zur Zwischenabstellung von Güterwagen nach Lübeck, die Gleise 19 und 20 für Wagen der entgegengesetzten Richtung nach Dänemark. Das Gleis 21 wurde einerseits zum Rangieren von Lokomotiven aus Gleis 78 genutzt, andererseits zur Anbindung des örtlichen Gleisanschlusses. Die Gleise 19 und 20 wurden nach der Einstellung des Fährbetriebs auf dem Fährbett 3 zu Stumpfgleisen umgebaut. Ob die beiden Gleise danach noch verwendet wurden, ist unbekannt. Inzwischen sind sämtliche Gleise nicht mehr befahrbar.

## Gegenwart

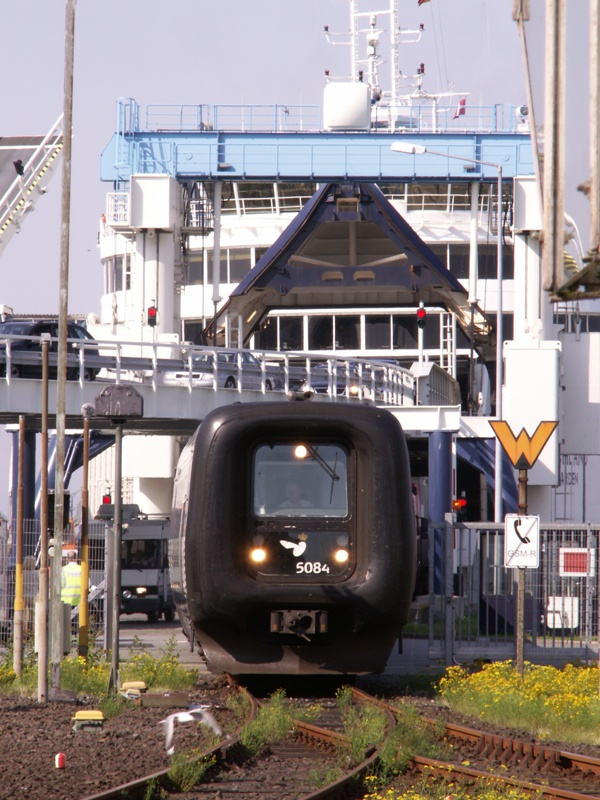
EuroCity bei der Ausfahrt aus der Fähre
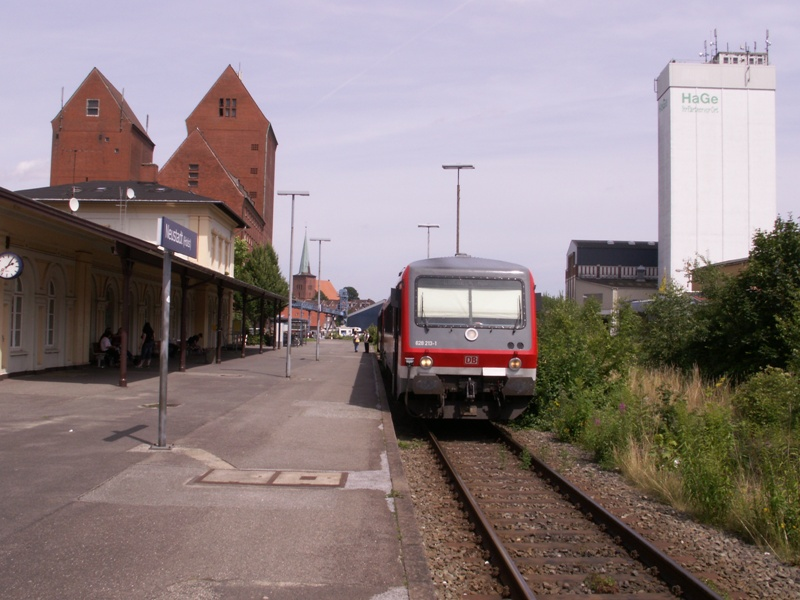
Bahnhof Neustadt in Holstein
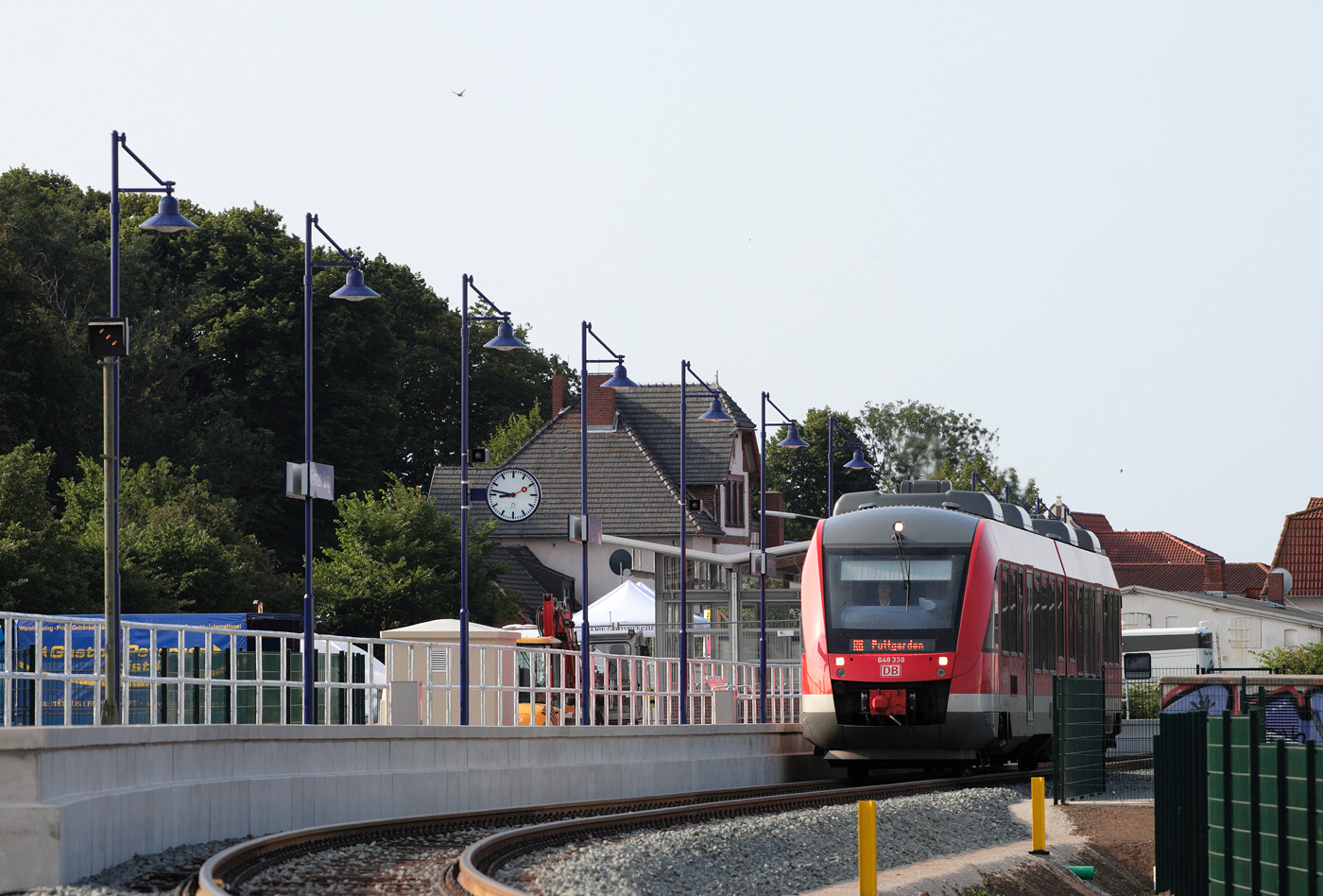
Triebwagen der Baureihe 648 am neu eröffneten Bahnhof Fehmarn-Burg

Der Bahnverkehr auf dem Teilstück zwischen Neustadt Gbf und Puttgarden ist seit dem 31. August 2022 vollständig eingestellt. Auf dem verbliebenen Streckenteil zwischen Lübeck und Neustadt Pbf verkehren Regionalbahn-Züge im Stundentakt, der zu den Hauptverkehrszeiten zum Halbstundentakt verdichtet wird. Von Mitte April bis Anfang November wird außerdem am Wochenende ein Halbstundentakt angeboten. Die umfangreichen Gleisanlagen des Fährbahnhofs Puttgarden liegen brach. Der durchgehende internationale Personenverkehr zwischen Hamburg und Kopenhagen wurde bereits seit dem 15. Dezember 2019 nicht mehr über die Vogelfluglinie geführt, der Güterverkehr schon seit 1998 nicht mehr.
Der Bahnhof Neustadt Pbf ist ein Kopfbahnhof an einer kurzen, aus Richtung Lübeck nach Osten abzweigenden Stichstrecke. Daher fuhren Fernzüge von Hamburg/Lübeck nach Fehmarn an Neustadt Pbf vorbei. Der Regionalverkehr nach Puttgarden wurde im Zweistundentakt mit einem Zugteil bedient, der zwischen Lübeck Hauptbahnhof und Neustadt Gbf (nur Betriebshalt) vereint mit dem Neustädter Zugteil fuhr.
Seit der Einstellung des Bahnverkehrs zwischen Neustadt Gbf und Puttgarden und bis zur Fertigstellung der Schienenanbindung der Festen Fehmarnbeltquerung wird auf diesem ein stündlicher Schienenersatzverkehr zwischen Lübeck und Puttgarden angeboten.
Als Nachfolger des Fehmarn-Express – dieser umfuhr Hamburg via Büchen–Lüneburg – verkehrten Intercity-Züge der IC-Linie 30, die im Sommerhalbjahr Fr.–Mo. (in der Ferienzeit täglich) Köln Hauptbahnhof und das Ruhrgebiet via Hamburg mit Fehmarn-Burg verbanden.
| Die Intercity-Halte waren bis zur Einstellung der Linie: - Lübeck - Timmendorfer Strand - Scharbeutz - Haffkrug - Sierksdorf - Oldenburg (Holstein) - Fehmarn-Burg | ICE- und EC-Züge hielten bis zur Einstellung der Linie an folgenden Bahnhöfen: - Lübeck - Oldenburg (Holstein) - Puttgarden (und weiter nach Dänemark) |

| Linie | Zuglauf                                                                                                 | Takt        |
| ----- | --- | ----------- |
| RB 85 | Lübeck – Bad Schwartau – Timmendorferstrand – Scharbeutz – Haffkrug – Sierksdorf – Neustadt in Holstein | Stundentakt |

## Planungen für die Fehmarnbeltquerung
Bis 2029 soll eine feste Querung des Fehmarnbelts als Tunnel errichtet werden.
Der Staatsvertrag bezüglich der Hinterlandanbindung der Fehmarnbeltquerung sieht mindestens vor, dass der Streckenabschnitt von Lübeck bis Puttgarden bis zur Fertigstellung des neuen Tunnels elektrifiziert werden soll, ein zweigleisiger Ausbau darf jedoch bis zu sieben Jahre nach Fertigstellung der festen Querung erfolgen. Die Fehmarnsundbrücke darf eingleisig bleiben. Als Nutzen-Kosten-Verhältnis für die Hinterlandanbindung zur Festen Fehmarnbeltquerung wurde 6,7 : 1 angegeben.
Das Land Schleswig-Holstein leitete am 9. Januar 2013 das Raumordnungsverfahren für den Ausbau der Hinterlandanbindung zur Festen Fehmarnbeltquerung ein. Nach dem Ergebnis des Raumordnungsverfahrens vom 6. Mai 2014 soll eine Neubaustrecke von etwa 55 Kilometer Länge nahe der Autobahn A 1 mit Umfahrungen der Gemeinden Ratekau, Lensahn und Großenbrode gebaut werden. Sie und der Streckenabschnitt auf Fehmarn sollen für 200 km/h ausgebaut werden. Die vorhandene eingleisige Strecke sollte nach der Fertigstellung (geplant 2030) stillgelegt werden.
Der Bahnhof Ratekau sollte laut Landesverkehrsplan bis 2012 wiedereröffnet werden. Im Rahmen der Planungen zum Ausbau der Hinterlandanbindung zur festen Fehmarnbeltquerung wurde dies nicht mehr realisiert. Derzeit ist unweit des alten Bahnhofs Ratekau ein gemeinsamer Personenbahnhof mit Timmendorfer Strand geplant.
Im Bundesverkehrswegeplan 2030 sind ca. 1,518 Milliarden Euro für die Maßnahme ausgewiesen.
Wegen des zweigleisigen Ausbaus und der Elektrifizierung der Bahnstrecke zwischen Lübeck und Puttgarden zur Schienenanbindung für die feste Fehmarnbelt-Querung (FBQ) verkehren seit dem 31. August 2022 keine Züge zwischen Puttgarden und Neustadt. Ersatzweise wird ein stündlicher Ersatzverkehr zwischen Puttgarden und Lübeck angeboten. Ob nach der Eröffnung der Fehmarnbeltquerung ein Haltepunkt in Puttgarden bestehen bleibt, ist offen.
Mit dem letztinstanzlichen Urteil des Bundesverwaltungsgerichts vom 3. November 2020 in Leipzig haben die Planungen für den Fehmarnbelttunnel auch auf deutschem Hoheitsgebiet Bestandskraft erlangt.
Die DB Netz AG hatte mehrere Abschnitte der vorhandenen Eisenbahnstrecke (Ratekau–Haffkrug, Teilstück am Neustädter Binnenwasser und Bahnhof Großenbrode), die sie zukünftig nicht mehr betreiben wird, öffentlich zum Verkauf und Weiterbetrieb durch andere Infrastrukturbetreiber ausgeschrieben; dieses Verfahren endete Mitte 2021. Es gingen Bewerbungen für Teilabschnitte und Bahnhöfe ein. Interessenbekundungen für die Teilstücke bei Großenbrode und für das Neustädter Binnenwasser blieben aus; für den Bereich der Bäderbahn sollten noch Verhandlungen geführt werden (Stand: 2022).
Im Rahmen der Sitzung des Dialogforums am 7. September 2023 gab der schleswig-holsteinische Staatssekretär Tobias von der Heide bekannt, dass sich der Bund, das Land Schleswig-Holstein und die Deutsche Bahn darauf geeinigt hätten, nach der Inbetriebnahme der Neubaustrecke die alte Bäderbahn zwischen Bad Schwartau und Scharbeutz nicht weiter zu betreiben. Dieser Schritt wurde von betroffenen Kommunen auch vor dem Hintergrund einer anvisierten Mobilitätswende kritisiert und abgelehnt.
Interesse an einer Übernahme des Streckenabschnitts Ratekau–Haffkrug hatte die Norddeutsche Eisenbahngesellschaft Niebüll (neg) gezeigt. Im Juni 2024 zog die DB InfraGO AG ihren Stilllegungsantrag jedoch wieder zurück. Über eine neue Weichenverbindung bei Ratekau soll die Bestandsstrecke an die Neubaustrecke angebunden werden.
| \| \| \| von Hamburg Hbf \| \| \| \| \| Lübeck Hbf \| \| \| \| \| Bad Schwartau \| \| \| \| \| nach Eutin \| \| \| \| \| Timmendorfer Strand/Ratekau \| \| \| \| \| Haffkrug \| \| \| \| \| Neustadt (Holst) \| \| \| \| \| \| \| \| \| \| Lensahn \| \| \| \| \| Oldenburg (Holst) \| \| \| \| \| Großenbrode/Heiligenhafen \| \| \| \| \| Fehmarn-Burg \| \| \| \| \| Fehmarnbelttunnel \| \| |  |                             |                             |
| Strecke |  | von Hamburg Hbf             | von Hamburg Hbf             |
| Bahnhof |  | Lübeck Hbf                  | Lübeck Hbf                  |
| Bahnhof |  | Bad Schwartau               | Bad Schwartau               |
| Abzweig geradeaus und nach links |  | nach Eutin                  | nach Eutin                  |
| Bahnhof |  | Timmendorfer Strand/Ratekau | Timmendorfer Strand/Ratekau |
| Bahnhof |  | Haffkrug                    | Haffkrug                    |
| Haltepunkt / Haltestelle Streckenanfang · Strecke |  | Neustadt (Holst)            | Neustadt (Holst)            |
| Strecke nach links · Abzweig geradeaus und nach rechts |  |                             |                             |
| Bahnhof |  | Lensahn                     | Lensahn                     |
| Bahnhof |  | Oldenburg (Holst)           | Oldenburg (Holst)           |
| Bahnhof |  | Großenbrode/Heiligenhafen   | Großenbrode/Heiligenhafen   |
| Kopfbahnhof Streckenanfang und quer · Abzweig geradeaus, nach rechts und von rechts |  | Fehmarn-Burg                | Fehmarn-Burg                |
| Tunnelanfang |  | Fehmarnbelttunnel           | Fehmarnbelttunnel           |

Nach der Wiedereröffnung um 2030 wird es folgende Bahnhöfe geben:
- Bad Schwartau (bestehender Bahnhof, muss aber umgebaut werden),
- Timmendorfer Strand/Ratekau (neuer Bahnhof bei Ratekau),
- Scharbeutz (neuer Bahnhof in Autobahnnähe),
- Haffkrug (neuer Bahnhof in Autobahnnähe),
  - Sierksdorf (bestehender Bahnhof),
  - Neustadt (Holst) (bestehender Bahnhof),
- Lensahn (neuer Bahnhof in Autobahnnähe),
- Oldenburg (Holst) (neuer Bahnhof südlich der Stadt),
- Großenbrode/Heiligenhafen (neuer Bahnhof zwischen den beiden Orten) und
  - Fehmarn-Burg (bestehender Bahnhof).

Am 7. Dezember 2023 fand auf der Insel Fehmarn der offizielle Baubeginn für den Ausbau der Schienen-Hinterlandanbindung zum Fehmarnbelttunnel auf deutscher Seite statt. Bei dieser Veranstaltung waren hochrangige Vertreter der DB AG, der Bundesregierung, des Landes Schleswig-Holstein und der Europäischen Union anwesend.